# Laundry Service
Laundry Service è il quinto album in studio della cantante colombiana Shakira, pubblicato il 13 novembre 2001 dall'etichetta discografica Epic Records.
L'album risulta essere uno degli album di maggior successo di un'artista femminile del XXI secolo, avendo venduto fino ad oggi oltre 13 milioni di copie al 2011 e avendo contribuito significativamente alla consacrazione dell'artista alla notorietà internazionale.

## Antefatti e registrazione
Il successo del predecessore ¿Dónde están los ladrones? (1998) spinse la cantante e attrice cubana Gloria Estefan, nel 1999, a convincere Shakira a tentare il passaggio alla musica pop mainstream, con l'aiuto del marito Emilio Estefan, che all'epoca era il manager di Shakira. Tuttavia, Shakira era inizialmente riluttante a registrare canzoni in lingua inglese, poiché non era la sua lingua madre. Per dimostrarle che «poteva funzionare», Gloria Estefan le propose di tradurre Ojos así in inglese. Shakira, però, preferì tradurre il brano da sola e lo presentò a Estefan, che le rispose: «Onestamente, non posso fare di meglio!». Decisa ad avere il pieno controllo sul processo di registrazione, Shakira si propose di migliorare il suo inglese per poter scrivere i testi autonomamente. Per trovare un modo di esprimere le sue «storie quotidiane in inglese», comprò dizionari di rime, iniziò a studiare i testi delle canzoni di Bob Dylan, a leggere poesia e le opere di autori come Leonard Cohen e Walt Whitman, e prese lezioni private di inglese.
In veste di produttrice primaria del disco, Shakira ha supervisionato l'intero processo di realizzazione; i collaboratori coinvolti, oltre alla soprammenzionata Estefan, includono Lester Mendez, Luis Fernando Ochoa e Tim Mitchell. La prima canzone scritta per il disco fu Objection (Tango) e in un'intervista con Faze, la cantante ha rivelato come scrivere in inglese sia stato sfidante per lei: «Ho pregato e chiesto a Dio di mandarmi una bella canzone oggi, e ricordo che ho iniziato a scrivere [Objection (Tango)] poche ore dopo. Ho composto musica e testo contemporaneamente, e quando succede è qualcosa di davvero magico per me.» Una volta completata la stesura del brano, Shakira decise di scrivere altre dieci canzoni e si trasferì in una regione rurale dell'Uruguay, dove installò uno studio di registrazione portatile. Il brano Underneath Your Clothes fu concepito come una canzone d'amore per il suo compagno di allora, Antonio de la Rúa. Shakira ha spiegato: «Se guardi il tema delle mie canzoni, la maggior parte parla delle mie esperienze, dei miei sentimenti e di ciò che stavo realmente vivendo nella mia vita.»
L'etichetta discografica di Shakira dell'epoca, la Epic Records, si era rifiutata di pubblicare e promuovere Laundry Service in quanto «volevano lei che lei pubblicasse un paio di canzoni in inglese in un progetto di musica latina». Gloria Estefan a quel punto ha avuto una discussione con Tommy Mottola, all'epoca dirigente di Sony Music Entertainment, divisione aziendale di Epic, e lo ha convinto a pubblicare l'album chiarendo che «il pubblico statunitense non avrebbe acquistato un album di musica latina semplicemente perché contenesse un paio di canzoni in inglese». In un'intervista concessa alla rivista Latina, Estefan ha dichiarato: «Mi sono messa in gioco lì con Tommy [Mottola] - ho combattuto per questo. Perché non ci credevano. Proprio come ci avevano detto [a me ed Emilio ai tempi dei Miami Sound Machine]. Stavano cercando di pensare dentro gli schemi, e io volevo portarli fuori dagli schemi. E fortunatamente Tommy, che amo e adoro ed è un caro amico, mi ha davvero ascoltata.»

## Descrizione
(La spiegazione rispetto alla scelta del titolo fornita da Shakira al programma messicano Otro Rollo)
Prima pubblicazione della cantante in cui figurano tracce interpretate in lingua inglese, la copertina del disco raffigura una Shakira con i capelli biondi in un scatto da dietro; una stella e il titolo dell'album risultano tatuati sulla sua spalla.
Musicalmente l'album spazia dal tango di Objection (Tango) al gusto mediorientale di Eyes Like Yours (Ojos así), dalle innovazioni liriche di Underneath Your Clothes alla complessità melodica di The One per arrivare al pop latino di Whenever, Wherever, il primo singolo in vetta alle classifiche radiofoniche di tutto il mondo.

## Pubblicazione
Laundry Service è stato messo in commercio in Europa, Australia e Nord America nel novembre 2001. L'album è stato ripubblicato per il mercato ispanico e latinoamericano nel 2002 col titolo Servicio de lavandería: contiene le medesime tracce, ma disposte secondo un ordine diverso. Poco dopo l'uscita dell'album, fu resa disponibile un'edizione limitata dello stesso, intitolata Laundry Service: Washed and Dried, contenente tre tracce bonus: il Sahara Mix di Whenever, Wherever, la versione acustica di Underneath Your Clothes e la versione afro-punk di Objection (Tango), quella che la cantante avrebbe poi eseguito dal vivo durante il Tour of the Mongoose. Inoltre, viene reso disponibile un DVD contenente il dietro le quinte del videoclip di Objection (Tango), il videoclip stesso e un'esibizione dal vivo di Objection (Tango) Afro-punk version.

## Tracce
Laundry Service
1. Objection (Tango) – 3:44 (Shakira)
2. Underneath Your Clothes – 3:45 (Shakira, Lester Mendez)
3. Whenever, Wherever – 3:16 (Shakira, Gloria M. Estefan, Tim Mitchell)
4. Rules – 3:40 (Shakira, Lester Mendez)
5. The One – 3:43 (Shakira, Glen Ballard)
6. Ready for the Good Times – 4:14 (Shakira, Lester Mendez)
7. Fool – 3:51 (Shakira, Brendan Buckley)
8. Te dejo Madrid – 3:07 (Shakira, Tim Mitchell, George Noriega)
9. Poem to a Horse – 4:09 (Shakira, Luis F. Ochoa)
10. Que me quedes tú – 4:48 (Shakira, Luis F. Ochoa)
11. Eyes Like Yours (Ojos así) – 3:58 (Gloria M. Estefan, Shakira, Javier Garza, Pablo Flores)
12. Suerte (Whenever, Wherever) – 3:16 (Shakira, Tim Mitchell)
13. Te aviso, te anuncio (Tango) – 3:43 (Shakira)

Tracce bonus nell'edizione Laundry Service: Washed and Dried
1. Whenever, Wherever (Sahara mix) – 3:59
2. Underneath Your Clothes (Acoustic version) – 3:58
3. Objection (Tango) (Afro-Punk version) – 3:55

Servicio de lavandería
1. Suerte (Whenever, Wherever) – 3:16 (Shakira, Tim Mitchell)
2. Underneath Your Clothes – 3:45 (Shakira, Lester Mendez)
3. Te aviso, te anuncio (Tango) – 3:43 (Shakira)
4. Que me quedes tú – 4:48 (Shakira, Luis F. Ochoa)
5. Rules – 3:40 (Shakira, Lester Mendez)
6. The One – 3:43 (Shakira, Glen Ballard)
7. Ready for the Good Times – 4:14 (Shakira, Lester Mendez)
8. Fool – 3:51 (Shakira, Brendan Buckley)
9. Te dejo Madrid – 3:07 (Shakira, Tim Mitchell, George Noriega)
10. Poem to a Horse – 4:09 (Shakira, Luis F. Ochoa)
11. Eyes Like Yours (Ojos así) – 3:58 (Gloria M. Estefan, Shakira, Javier Garza, Pablo Flores)
12. Whenever, Wherever – 3:16 (Shakira, Gloria M. Estefan, Tim Mitchell)
13. Objection (Tango) – 3:44 (Shakira)

## Formazione
- Shakira - voce, armonica
- Pablo Aslan - basso
- Paul Bushnell - basso
- Julio Hernandez - basso
- Luis Fernando Ochoa - basso, chitarra, tastiere
- Abe Laboriel jr. - batteria
- Brendan Buckley - batteria, chitarra elettrica, tastiere, percussioni, cori
- Adam Zimmon - chitarra
- Tim Mitchell - chitarra, mandolino
- George Noriega - chitarra acustica, cori
- Tim Pierce - chitarra acustica, chitarra elettrica
- Brian Ray - chitarra elettrica
- Gustavo Patino - charango, quena, rondador
- Jorge Calandrelli - pianoforte
- Lester Mendez - tastiere
- Edwin Bonilla - percussioni
- Richard Bravo - percussioni
- Archie Pena - percussioni
- David Alsina - fisarmonica
- Hector del Curto - fisarmonica
- Jim Hacker - tromba
- Tony Concepcion - tromba, filicorno
- Dana Teboe - trombone basso
- Joe Barati - trombone basso, tuba
- Ed Calle - sassofono baritono, sassofono tenore
- Tommy Anthony - cori
- Rita Quintero - cori